# Tomasz Majer
Tomasz Majer (ur. 1 sierpnia 1971 w Legnicy) – polski aktor kabaretowy.

## Życiorys
Uczył się w gastronomicznej szkole zawodowej, w tym czasie pracował w barze mlecznym oraz handlował koszulami na targowisku. Następnie uczył się w technikum gastronomicznym w Sulechowie. Jest absolwentem pedagogiki kulturalno-oświatowej w Wyższej Szkole Pedagogicznej w Zielonej Górze.
Pracował jako animator społeczny i kulturalny oraz instruktor kabaretowy, przez kilka lat współpracował z „Dorożkarnią” – Ośrodkiem Działań Artystycznych dla Dzieci i Młodzieży w Warszawie. Jako aktor kabaretu debiutował w formacji Miłe Twarze, następnie grał m.in. w grupach Pseudomin, E.K. i Bez Żyły Wałbrzych.
Współpracownik niezależnej Wytwórni Filmowej A’Yoy. Za film Spacer otrzymał na festiwalu niezależnej wytwórni A’Yoy w 1998 nagrodę Elvisa w kategorii Najlepszy film.
Jesienią 2003 został aktorem kabaretu Hrabi.
Mąż fotograf Anny Bućwińskiej-Majer, ma dwie córki: Zofię i Marię. Mieszka w Warszawie.

## Filmografia
- 1997: Robin Hood – czwarta strzała
- 1999: Dr Jekyll i Mr Hyde według Wytwórni A’Yoy – Ann w wersji męskiej
- 2002: Nakręceni – Pan Bajer
- 2008–2014: Spadkobiercy – Edward